# Indio da Costa
Antonio Pedro Indio da Costa (Rio de Janeiro, 20 de outubro de 1970), conhecido como Indio da Costa, é um empresário e advogado brasileiro com especialização em gestão e finanças.  Atualmente, atua como advogado e consultor nas áreas de gestão e finanças. Anteriormente, teve uma carreira na política, mas hoje está totalmente focado em suas atividades no setor privado. Com uma trajetória que abrange tanto o setor público quanto o privado, Indio da Costa se destaca pelo empreendedorismo e por projetos que integram inovação e eficiência em suas áreas de atuação. 
Quando político, entre 1993 e 2019, foi administrador de Copacabana, secretário municipal de Administração, de Esportes, de Urbanismo, de Infraestrutura e de Habitação da Prefeitura do Rio de Janeiro. Foi, ainda, Meio Ambiente do Estado do RJ. Em 2010, foi Relator que consolidou diversos projetos de Lei que culminou na conhecida Lei Ficha Limpa . Foi também candidato a vice-presidência do Brasil na chapa de José Serra em 2010 ; candidato a prefeito da cidade do Rio de Janeiro nas eleições de 2016,  a governador do Rio de Janeiro em 2018, mas não foi eleito.

## Biografia
Indio da Costa é advogado formado pela Universidade Cândido Mendes e pós-graduado em Políticas Públicas pela Universidade Federal do Rio de Janeiro. Casado com a jornalista Andrea Moreira de Souza, tem duas filhas, Eva, nascida em 2015, e Sofia nascida em 2004.
1. ↑  Rosana de Oliveira Cesar (UOL Educação). «Indio da Costa»
2. ↑  «Lupa». lupa.uol.com.br. Consultado em 15 de outubro de 2022
3. ↑  O Estado de S. Paulo (30 de junho de 2010). «Índio da Costa é escolhido pelo DEM como o novo vice de José Serra». Consultado em 30 de junho de 2010. Arquivado do original em 5 de julho de 2010
4. ↑  Folha de S.Paulo (30 de junho de 2010). «Saiba mais sobre o deputado Indio da Costa, indicado para vice de Serra»

Em 2003, depois de operar um aneurisma na cabeça, na construção de um legado, fundou o Instituto de Novas Ideias para o Rio de Janeiro onde se busca soluções para o Rio. Escreveu dois livros A Reforma do Poder; e Administração no Século XXI, Foco no Cidadão. Indio defende a redução da burocracia e foco na qualidade dos serviços públicos para o cidadão. Foi músico amador. É empresário-sócio da empresa Baqueta Investimentos Imobiliários e Participações , foi sócio da Nelson Wilians Advogados Associados.
Seu pai, Luiz Eduardo Indio da Costa é arquiteto. Sua mãe, Ana Maria Indio da Costa é decoradora. Sua irmã Gaby Indio da Costa de Carvalho tem uma galeria de artes. Seu irmão, Guto Indio da Costa é designer. Sua irmã, Mariana Indio da Costa Werlang projeta ambientes que estimulam a cognição infantil.
Em 6 de setembro de 2019, Indio da Costa foi preso, em prisão preventiva, por 5 dias. Posto em liberdade pelo Desembargador Gebran Neto, do TRF4, a unanimidade da 8ª Turma do mesmo órgão confirmou sua decisão, em razão da prisão preventiva ter sido baseada em argumentos genéricos. Depois de 6 anos de investigação, a Justiça e o Ministério Público confirmaram a inocência de Indio da Costa, que nunca se tornou réu. O fundamento foi o artigo 395, inciso III, do Código de Processo Penal (CPP).

## Carreira política
Indio entrou na política em 1992 quando apoiou a candidatura de Cesar Maia a prefeito do Rio. Em 1993 foi do Conselho Municipal de Desenvolvimento da Cidade. Em 1994 administrou o Parque do Flamengo. De 1994 a 1996 administrou Copacabana e Leme. Foi eleito três vezes vereador da Cidade entre 1997 e 2007. Após passagem pelo PTB entre 1999 e 2001, retornou ao PFL, e participou da sua transição para Democratas (DEM). Em 2011, participou da fundação do Partido Social Democrático, liderado pelo então prefeito de São Paulo, Gilberto Kassab. Em 2013 foi secretário municipal de esportes e no inicio de 2014 foi secretário estadual de meio ambiente. Em outubro foi eleito deputado federal novamente.
Em 2000, Da Costa passou várias semanas na cidade de Nova York trabalhando em uma grande operação eleitoral nos Estados Unidos para se familiarizar com táticas e tecnologia usadas na campanha de prefeito de Michael R. Bloomberg. Ele trabalhou ao lado de Arick Wierson, que dirigia as operações de campo de Bloomberg. Da Costa mais tarde anunciou que já havia implementado muitas das táticas de gestão da Bloomberg enquanto era secretário de administração na prefeitura de Maia.
Durante o período de vereador, Indio assumiu a Secretaria Municipal de Administração da cidade em dois períodos: de agosto de 2001 a abril de 2004 e de janeiro de 2005 a abril de 2006. Durante sua passagem na secretaria, Indio da Costa reduziu prazos e custos da burocracia. De 17 níveis hierárquicos ficaram 3. Extinguiu 100 cargos em comissão (1/3 dos cargos existentes). E reduziu em até 90% o tempo de processos internos. A economia estimada foi de 104 milhões só em 2003. Entre outras iniciativas, Indio reduziu custos da máquina pública quando acabou com cartéis de locação de carros e merendas, conforme ficou comprovado numa CPI pelo Tribunal de Contas do Município, Controladoria Geral do Município e Ministério Público Estadual do RJ.
Em 2006, foi eleito deputado federal, assumindo o cargo no ano seguinte. Na Câmara dos Deputados, ganhou projeção pelo trabalho de investigação dos gastos do governo na CPMI dos Cartões Corporativos e por ter sido o principal articulador e relator do Projeto de Lei Ficha Limpa.
No período sem mandato, Indio se concentrou na advocacia e na formação do PSD no estado do Rio.

### Candidatura à Vice-Presidência do Brasil em 2010

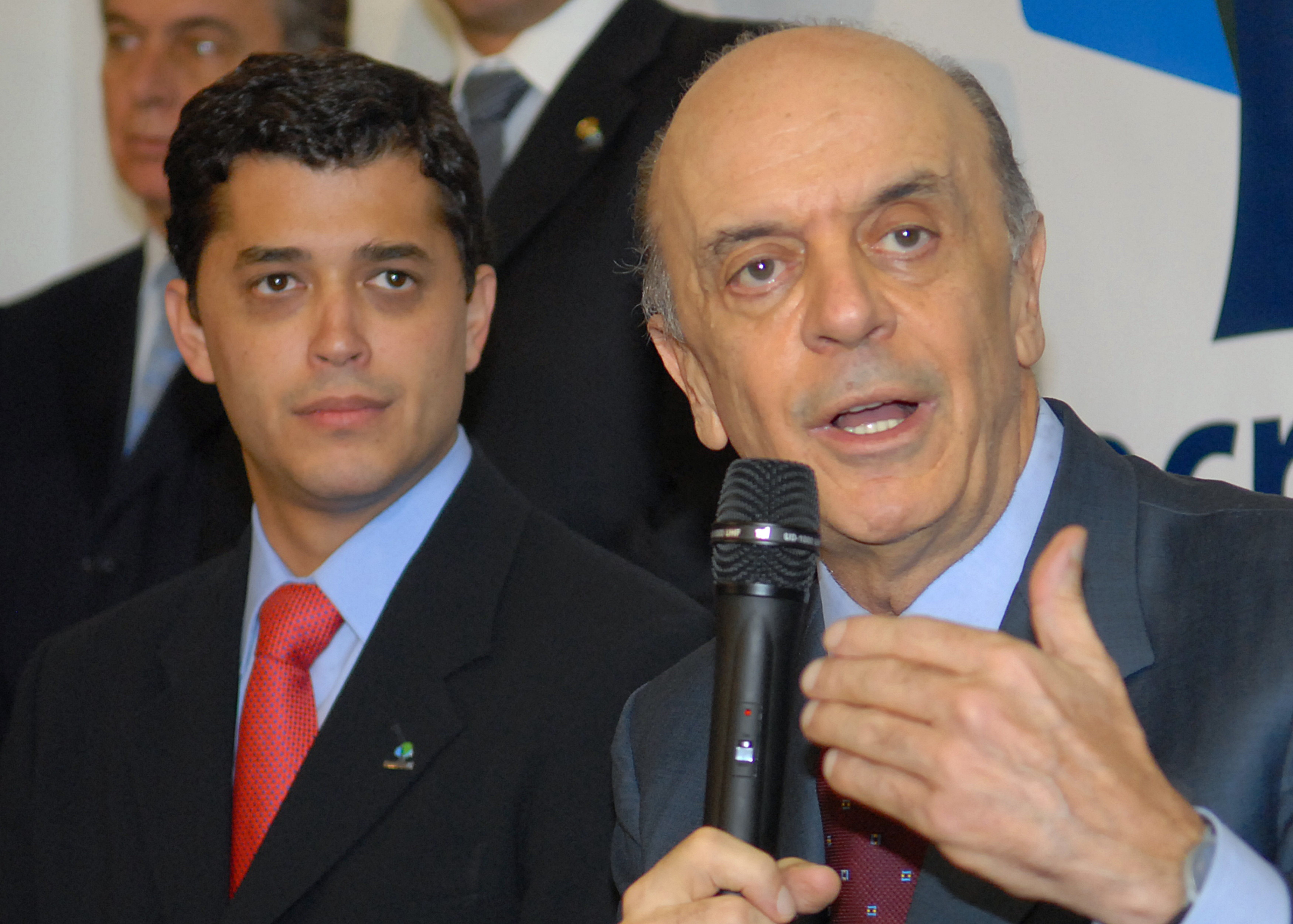
O candidato à Presidência da República pelo PSDB, José Serra, anuncia o deputado Índio da Costa para ser o vice em sua chapa, na convenção do Democratas.

Em 30 de junho de 2010, Indio da Costa foi convocado pelo candidato à presidência José Serra, e pelo PFL, seu partido, para compor sua chapa como vice-presidente. Sua indicação garantiu a aliança entre o PSDB e o DEM nas eleições. Foi sua chance de participar diretamente de uma campanha eleitoral contra o PT da candidata Dilma Rousseff. No segundo turno, foram derrotados.

### Candidatura à prefeitura do Rio de Janeiro em 2016
Em 2016, o PSD se aliou ao PSB e ao PMB, Partido da Mulher Brasileira, para formar a coligação "Juntos pelo carioca" que lançou Indio da Costa candidato a prefeito e Hugo Leal como vice. Entretanto, não conseguiu ir ao 2º turno, ficando em 5º lugar com 8,99%, perdendo para Marcelo Crivella (PRB), Marcelo Freixo (PSOL), Pedro Paulo (PMDB) e Flávio Bolsonaro (PSC).
Marcelo Crivella e Marcelo Freixo disputaram o 2º turno. Embora, nenhum deles representasse o projeto defendido por Indio da Costa na campanha, ele fez sua opção. Alegando que a insegurança na cidade estava num ponto crítico e rejeitando a maneira como Marcelo Freixo e seu partido, PSOL, pensavam a segurança pública, concluiu que o problema da cidade do Rio de Janeiro seria agravado com a vitória de tal candidatura. Optou, então, pelo apoio a Marcelo Crivella, que venceu a eleição.

### Secretário Municipal de Urbanismo, Infraestrutura e Habitação (2017–2018)
Foi convidado pelo prefeito eleito para ajudá-lo a reorganizar a Prefeitura do Rio, com base em sua experiência como Secretário de Administração e proximidade com a área de Urbanismo. Assumiu em janeiro de 2018 a Secretaria de Urbanismo, Infraestrutura e Habitação (SMUIH) e encontrou uma situação de quase calamidade pública nas contas e nas obras da prefeitura, heranças deixadas pela gestão de Eduardo Paes. Deixou o cargo de secretário municipal em janeiro de 2018. Verena Andreatta, urbanista, assumiu sua pasta.

### 55ª Legislatura (2015–2018)
Foi reeleito deputado federal em 2014, para a 55.ª legislatura (2015-2019). Votou a favor do Processo de impeachment de Dilma Rousseff. Já durante o Governo Michel Temer, votou a favor da PEC do Teto dos Gastos Públicos.

### Candidatura ao governo do Rio de Janeiro em 2018
No dia 1º de janeiro de 2017, Indio da Costa foi empossado secretário municipal de Urbanismo, Infraestrutura e Habitação do Rio de Janeiro pelo recém-empossado prefeito carioca Marcelo Crivella. Indio e Crivella haviam disputado as eleições municipais do ano anterior para o cargo de prefeito. Em abril, uma nota da coluna Radar, da revista Veja, revelou que o prefeito Marcelo Crivella pretendia apoiar Indio da Costa como candidato a governador nas eleições do ano seguinte, embora Clarissa Garotinho, filha do ex-governador Anthony Garotinho (que na época também era cogitado como candidato a governador em 2018), fosse filiada ao mesmo partido de Crivella, o PRB. Em janeiro de 2018, Indio da Costa deixou o cargo que ocupava na prefeitura do Rio de Janeiro a fim de reassumir o mandato de deputado federal na Câmara dos Deputados e de articular sua pré-candidatura ao Governo do Estado do Rio de Janeiro.
Em uma convenção partidária realizada no dia 21 de julho de 2018 no Club Municipal, situado no bairro da Tijuca, Indio da Costa foi oficializado como candidato a governador do estado do Rio de Janeiro pelo Partido Social Democrático (PSD). Na mesma ocasião, além da oficialização de algumas candidaturas a deputado estadual e federal pelo partido, também foi anunciado que o deputado estadual Zaqueu Teixeira (PSD) seria o candidato a vice-governador da chapa de Indio. O Partido Republicano Brasileiro (PRB), antes cotado como apoiador da candidatura de Indio, optou por fechar coligação em prol da candidatura do ex-governador Anthony Garotinho. O motivo da reviravolta provavelmente foi as duras críticas feitas por Indio a Marcelo Crivella, do PRB, em relação à reunião secreta que o prefeito carioca teve com pastores e líderes evangélicos, ocasião em que ofereceu facilidades exclusivamente para igrejas e fiéis. No 1º turno, Indio da Costa obteve 454.928 votos (5,95% do total de votos válidos), ficando de fora do segundo turno e não se elegendo ao cargo disputado. No 2º turno, apoiou o candidato Wilson Witzel (PSC), que se saiu vitorioso na disputa.

### Pós-câmara
Como não se candidatou à reeleição como deputado federal nas eleições de 2018, Indio da Costa deixou de ocupar uma das cadeiras da Câmara dos Deputados do Brasil no dia 1º de fevereiro de 2019. No dia 12 de março de 2019, Indio desfiliou-se do Partido Social Democrático (PSD) por não concordar com o ingresso do deputado federal Wladimir Garotinho, filho dos ex-governadores fluminenses Anthony Garotinho e Rosinha Garotinho, no partido. Ao site O Antagonista, o político declarou que iria a partir de então dedicar-se mais à vida pessoal, à carreira empresarial na área de energia e à advocacia. Foi apontado como potencial candidato a prefeito do Rio de Janeiro nas eleições municipais de 2020.

## Controvérsias

### Licitação de merenda escolar
Quando era secretário municipal de Administração na gestão do ex-prefeito carioca Cesar Maia, Indio da Costa foi alvo de uma investigação feita por meio de uma CPI instaurada na Câmara Municipal do Rio de Janeiro no ano de 2006. No cargo, Indio foi responsável por um processo de licitação da Prefeitura do Rio de Janeiro para aquisição de merenda escolar, no valor de R$ 80 milhões, considerado fraudulento. O relatório da CPI apontou que houvera prejuízo ao erário e omissão dos gestores da licitação no episódio. Segundo o relatório, uma empresa vencedora promovera “engenhosa combinação de preços diferentes para produtos idênticos”, dando descontos mais baixos para áreas em que competia sozinha e maiores em regiões em que disputava com outras empresas. O relatório recomendava o indiciamento de Indio por suposto envolvimento com as irregularidades.
Indio da Costa afirma que ele foi o responsável por quebrar um cartel de fornecedores de merenda. Segundo o político, a empresa que ganhou a licitação para compra de merenda escolar alegou que o valor oferecido por ela era inexequível. Indio, diante da situação, optou por escolher a segunda empresa vencedora da licitação. O político ainda alega que ele próprio pedira a abertura de uma CPI para dar transparência à preferência pela segunda empresa. Embora promotores estaduais tivessem instaurado um inquérito em que Indio figurava como investigado, o procedimento foi arquivado em 2008.

### Desmatamento irregular de terreno
Entre 2011 e 2012, Indio da Costa adquiriu três lotes no bairro carioca do Jardim Botânico por R$ 2,7 milhões a fim de posteriormente construir uma mansão própria, avaliada em R$ 8 milhões. No entanto, a empresa J. Lyra, contratada pelo político para fazer o levantamento topográfico da região, foi multada em janeiro de 2012 devido a danos ambientais provocados pelo desmatamento ilegal da área do terreno adquirido, calculada em 1,8 mil m². Na época, Indio alegou que a derrubada das árvores teria sido provocada por um deslizamento de terra causado por fortes chuvas. Devido a tal fato, o político virou alvo do Ministério Público.
Em 2016, às vésperas da eleição municipal, Indio afirmou que negociava com o Ministério Público o replantio, no Parque Nacional da Tijuca, de uma área dez vezes maior (cerca de 18 mil m²) que a área desmatada como parte de uma negociação com promotores do MP por meio de um Termo de Ajustamento de Conduta (TAC) para compensar o desmatamento em seu terreno e evitar uma ação judicial. O Ministério Público, no entanto, propôs em setembro de 2016 o replantio de uma área de 28 mil m² (quase 16 vezes a área do terreno de Indio) na Floresta da Tijuca como compensação ambiental. Caso o então deputado federal não concordasse com a proposta, seria alvo de uma ação civil pública movida pelo MP exigindo a compensação solicitada.

### Uso de helicópteros
Em 2017, quando era secretário municipal de Urbanismo, Infraestrutura e Habitação, Indio da Costa teria feito 22 viagens com helicópteros fornecidos à Prefeitura do Rio de Janeiro, quantidade que supera inclusive as viagens do prefeito Marcelo Crivella, que voou de helicóptero apenas quatro vezes no mesmo ano. As normas da prefeitura estabelecem que os voos de helicóptero precisam ter relação com atividades ligadas à função que cada secretário ou presidente de autarquia exerce. Uma reportagem do jornal O Globo denuncia que, no dia 22 de dezembro de 2017, Indio teria solicitado à prefeitura um helicóptero a fim de ir à Cabo Frio, município onde participou de um programa de rádio local pouco depois da viagem. A entrevista, voltada à discussão de temas de interesse do estado do Rio de Janeiro, não abordou nenhum assunto relativo ao cargo exercido pelo político na época, que também era pré-candidato a governador do Rio de Janeiro. Indio teria usado helicópteros do poder executivo municipal em outras ocasiões a fim de ter encontros com prefeitos e secretários municipais de outras cidades fluminenses. Uma resolução que entrou em vigor em janeiro do mesmo ano, que estabeleceu regras mais rígidas para o empréstimo de helicópteros, estabelece o seguinte:
| “ | A constatação da utilização de aeronaves com finalidade diversa da institucional será objeto de apuração realizada por comissão especialmente instituída para esse fim, podendo o agente público ser responsabilizado civil, penal e administrativamente. | ” |

Procurado pelo jornal O Globo, o político negou que tenha usado a estrutura da prefeitura em benefício próprio e destacou que as viagens não tiveram custo para os cofres públicos. Além disto, Indio ressaltou que a entrevista à uma rádio de Cabo Frio não fora o motivo exclusivo de sua ida à Região dos Lagos e que as reuniões com prefeitos e secretários de outras cidades eram necessárias pois ele havia criado a Coordenadoria da Região Metropolitana com o objetivo de discutir interesses em comum de diferentes municípios do estado do Rio de Janeiro. Já nos ofícios encaminhados à Secretaria Municipal de Ordem Pública (SEOP), Indio da Costa sempre alegou que os deslocamentos seriam necessários em função de agendas institucionais.

### Proposta de delação premiada de Hudson Braga
Indio da Costa afirmou que não houve qualquer negociação para apoiar a candidatura de Luiz Fernando Pezão à reeleição no Governo do Estado do Rio de Janeiro  em 2014, bem como negou ter recebido qualquer valor de Ronaldo Cezar Coelho para financiar sua própria campanha para deputado federal naquele ano. Segundo Indio, sua intenção inicial era disputar o cargo de governador, mas o Partido Social Democrático (PSD), ao qual era filiado na época, decidiu não lançar candidato próprio ao governo estadual. Com isso, o partido o teria convencido a concorrer a uma vaga na Câmara dos Deputados, a fim de fortalecer a representação do PSD nas eleições legislativas. Em nota, Indio negou ter negociado qualquer tipo de apoio a Pezão.
A declaração de Indio veio após a publicação de uma matéria pela coluna Radar, da revista Veja, em abril de 2018, que revelou detalhes da proposta de delação premiada de Hudson Braga, coordenador da campanha de Pezão em 2014. De acordo com a matéria, Braga teria mencionado que Indio teria solicitado R$ 30 milhões para apoiar a reeleição de Pezão e não concorrer ao governo estadual naquele ano, sendo R$ 4 milhões repassados a Ronaldo Cezar Coelho, valor que supostamente financiaria a campanha de Indio para deputado federal.

### Outras
- Índio da Costa foi sócio de um dos maiores escritórios de advocacia do Brasil, o Nelson Wilians e Advogados Associados.[28]
- No ano de 1997, em seu primeiro mandato como vereador do município do Rio de Janeiro, Indio da Costa apresentou um projeto de lei que proibia cariocas de pedir e de dar esmola a pedintes, qualquer que fosse o fim ou o objeto. O projeto, que previa multa a quem pagasse esmola, foi arquivado.[29] O político justifica que, na época, observava que crianças eram exploradas por adultos para receberem esmolas nas ruas da cidade e repassarem aos marmanjos o que conseguiam.[21]
- A fim de justificar parte dos gastos com verbas indenizatórias da Câmara dos Deputados na época de seu primeiro mandato como deputado federal, entre 2007 e 2010, Indio da Costa usou notas fiscais emitidas pela empresa criadora de seu site na internet na época, a Moscatelli Manutenção em Serviços Digitais. O valor das notas, de R$ 95 mil, era 31 vezes superior ao valor médio de mercado para a criação de uma página na internet semelhante, de R$ 3 mil na época. Roberto Moscatelli Lima, dono da empresa, afirmou ao jornal O Estado de S. Paulo que os pagamentos referiam-se de fato ao serviço de criação do site e que não sabia quanto havia recebido do gabinete do então deputado.[19] Já a assessoria de Indio declarou na época que as despesas com o site encontravam-se dentro dos limites estabelecidos pelas normas da Câmara que regulam os gastos da verba indenizatória.[30]
- No dia 25 de junho de 2017, o jornalista Guilherme Amado informou, no blog de Lauro Jardim, que Indio da Costa teria recebido dinheiro de caixa dois de Paulo Fernando Magalhães Pinto para campanhas eleitorais. Em sua delação, Magalhães Pinto havia feito uma menção sobre o suposto caso na base do "ouvi dizer". No entanto, em depoimento feito após a homologação da delação, o delator enfatizou que deu dinheiro em caixa 2 para o político.[31]

- Em um acordo de delação premiada homologado pelo Supremo Tribunal Federal (STF), ex-executivos do Grupo OAS citaram repasses de caixa dois a diversos políticos fluminenses. Um dos delatores, José Ricardo Nogueira Breghirolli, relatou que repassou "valores espúrios no total de R$ 1 milhão" para a campanha eleitoral de Indio da Costa em 2010, ocasião em que era candidato à vice-presidência na chapa de José Serra (PSDB). Procurado pelos jornalistas do jornal O Globo, Indio negou a acusação de Breghirolli e afirmou desconhecer os pagamentos da OAS.[32]